# Ready brek
|  | Ready Break redirigeix ací. Per l'àlbum de Something Corporate vegeu Ready... Break. |

Ready brek és un cereal per esmorzar produït per Weetabix Limited i basat en la civada. La intenció és de ser servit en calent, i ve en quatre varietats: 'original', 'xocolata' (chocolate) 'mel' (honey) i 'Seriously Oaty'. Una variant amb gust de caramel butterscotch es va comercialitzar durant la dècada del 1970.